# Luigi Alamanni
Luigi Alamanni, född 6 mars 1495 i Florens och död 18 april 1556 i Amboise, var en florentinsk diktare och politiker.
Alamanni tillhörde de antikefterbildande renässansdiktarna, epigramet och var tillika politiskt verksam i sitt lands partistrider, varför hans liv blev oroligt och kringirrande som Dantes före honom.